# Chó săn tam thể Pháp
Chien Français Tricolore (tiếng Anh: French Tricolour Hound), là một giống chó thuộc loại chó mật thám (scenthound) có nguồn gốc ở nước Pháp. Giống này được sử dụng chủ yếu để săn hươu.

## Ngoại hình
Chien Français Tricolore là giống chó săn lớn Pháp điển hình, với cơ thể gầy và cơ bắp, chân dài, đầu dài và tai dài gập. Giống chó này cao khoảng 62–72 cm ở các vai (Kể cả con đực với con cái).
Chien Français Tricolore có bộ lông ba màu với các mảng màu đen, nâu và trắng (tham thể). Sự sai lệch về hành vi lẫn cả thể chất của giống này khiến nó không nên được lai tạo với những con chó săn Anh khác

## Tập tính
Tiêu chuẩn FCI không mô tả tính khí cho giống chó này. Nó là giống chó độc lập, tràn đầy năng lượng, dũng cảm và khá khó huấn luyện. Cần đòi hỏi nhiều bài tập thể dục
Chien Français Tricolore là giống chó săn. Nó được sử dụng để săn những động vật lớn. Bản năng săn của giống chó này rất mạnh. Chien Français Tricolore được coi là tích cực, bền bỉ, tinh tế, tự hào và dũng cảm.

## Lịch sử
Chien Français Tricolore là những con chó săn được tạo ra bằng cách kết hợp Chó săn Poitevin, Chó Billy, Chó săn Anh Pháp lớn tam thể. Màu xanh của Chó săn Gascony lớn ảnh hưởng đến sự phát triển của giống chó này. Giống chó này được coi là giống hiếm ở các nước khác ngoại trù quê hương của nó.